# Olaf Wildeboer i Faber
Olaf Wildeboer (Sabadell, 4 de març del 1983) és un nedador neerlandès d'origen català especialitzat en crol. Els seus pares, neerlandesos de naixement, es van establir a Sabadell l'any 1978. El pare d'Olaf, Paulus Wildeboer, va ser entrenador de natació del Club Natació Sabadell.
Olaf i el seu germà Aschwin, nedador especialista en esquena, van participar en els Jocs Olímpics d'Estiu 2004 amb l'equip espanyol, on Olaf Wildeboer va arribar a les semifinals en la prova de 200 metres lliures masculins.
Després dels campionats de món de natació de Montreal, l'any 2005, Olaf Wildeboer va decidir entrenar-se als Països Baixos. Allà va tenir com a entrenador l'excampió olímpic Pieter van den Hoogenband, entre d'altres. L'estiu del 2006 va decidir quedar-se a Eindhoven per competir per l'equip dels Països Baixos. Les autoritats esportives espanyoles van autoritzar el canvi. L'any 2006 va representar per primer cop el país dels seus pares.
Un cop es va retirar, va esdevenir entrenador. Va exercir a Dinamarca i, entre 2021 i 2023, va ser part de l'equip tècnic de la Reial Federació Espanyola de Natació.